# 輝北町
輝北町（きほくちょう）は、鹿児島県大隅半島北西部にあった町である。曽於郡に属していた。星空日本一の町で、その自然環境を活かした街づくりを目指していた。
2006年1月1日に鹿屋市・串良町・吾平町と合併（新設合併）し、新鹿屋市の一部となった。合併後4年間（2009年まで）は鹿屋市の地域自治区「輝北町」として、2010年以降は旧輝北町域の大字に冠する地名（例：鹿屋市輝北町上百引）として残置されている。

## 地理
大隅半島のほぼ北西部に位置しており、東西11.0 km、南北10.5 kmに及ぶ。海抜200 - 560mに位置する。西部には高隈山地が連なり、南北を国道504号が貫く。

### 大字
2010年以降は「輝北町」を冠している。
- 上百引、下百引、市成、諏訪原、平房

## 歴史
鹿屋市などとの合併の経緯については鹿屋市#平成の大合併を参照。
- 江戸時代 - 輝北町域は薩摩藩領であった。百引郷（外城）は薩摩藩直轄地、市成郷は敷根島津氏の私領として統治された。
- 1889年4月1日 - 町村制実施に伴い肝属郡百引村(上百引村, 下百引村, 平房村が合併)と東囎唹郡市成村(市成村, 諏訪原村が合併)が発足。いずれも百引郷・市成郷が前身である。
- 1897年4月1日 - 市成村の所属郡が東囎唹郡から囎唹郡に変更[1]。
- 1956年4月1日 - 百引村と市成村が合併し輝北町が発足。町役場は百引におかれ、所属郡は市成が属していた囎唹郡となった。
- 1972年4月1日 - 囎唹郡が曽於郡に改称する。
- 2006年1月1日 - 鹿屋市・吾平町・串良町と合併、新鹿屋市が発足。輝北町域は鹿屋市の地域自治区「輝北町」となる。
- 2010年1月1日 - 地域自治区としての「輝北町」が廃止。鹿屋市の地名の一部となる。

### 昭和の大合併
1950年代の「昭和の大合併」の際に鹿児島県が提示した合併案は以下の通りであった。
- 肝属郡高隈村・野方村・百引村、曽於郡市成村の4村を合併して新たな町とする。

しかし、高隈村は鹿屋市に編入され、野方村は分村し大崎町、有明町（現在の志布志市）、大隅町（現在の曽於市）に編入された。そのため、残った2村で合併協議を進めた。
町名の由来は中国の馬産地「驥北」から。「驥」は常用漢字でないため、大隅半島の北に輝く町を目指すとして「輝北」と名づけられた。

## 教育
合併後の2011年4月に町内小学校・中学校を1校に統合し、市成中学校敷地に輝北中学校、百引小学校敷地に輝北小学校がそれぞれ開校された。岳野小学校は1990年より休校し、2011年に閉校。該当地域の児童は百引小学校に通学していた。
- 輝北町立市成中学校
- 輝北町立百引中学校
- 輝北町立平南小学校
- 輝北町立高尾小学校
- 輝北町立市成小学校
- 輝北町立百引小学校

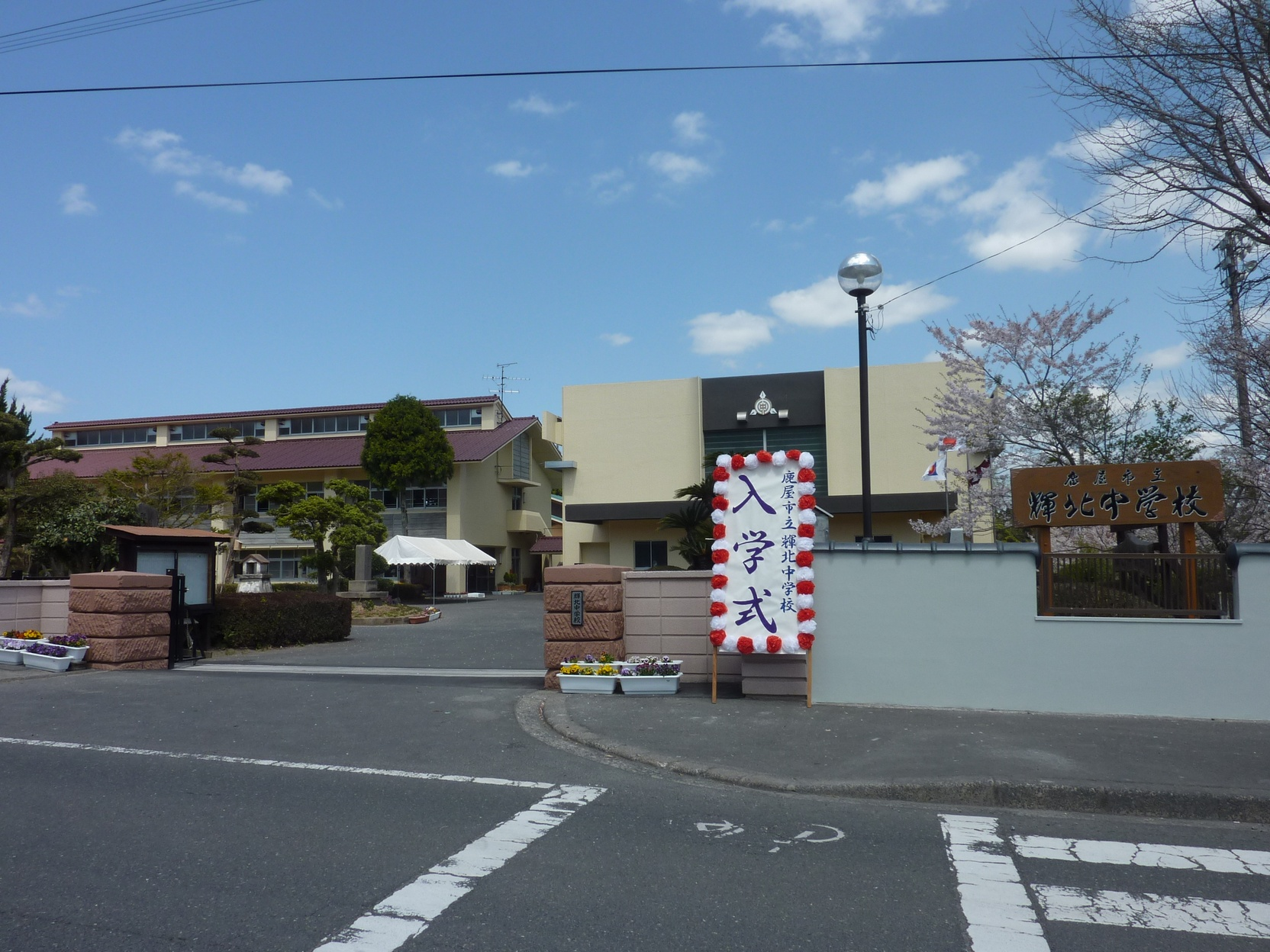
市成中学校（写真は輝北中学校）
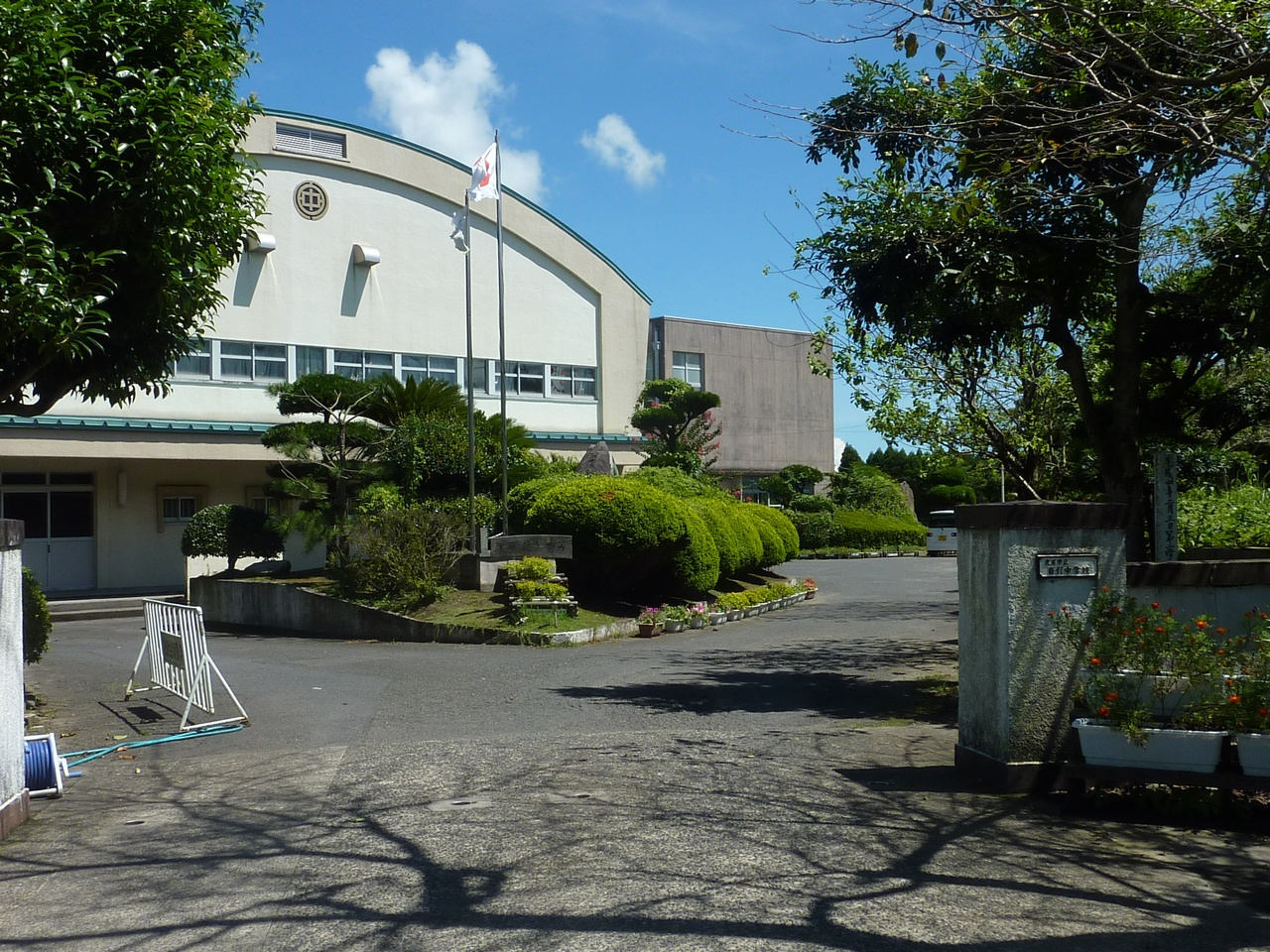
百引中学校
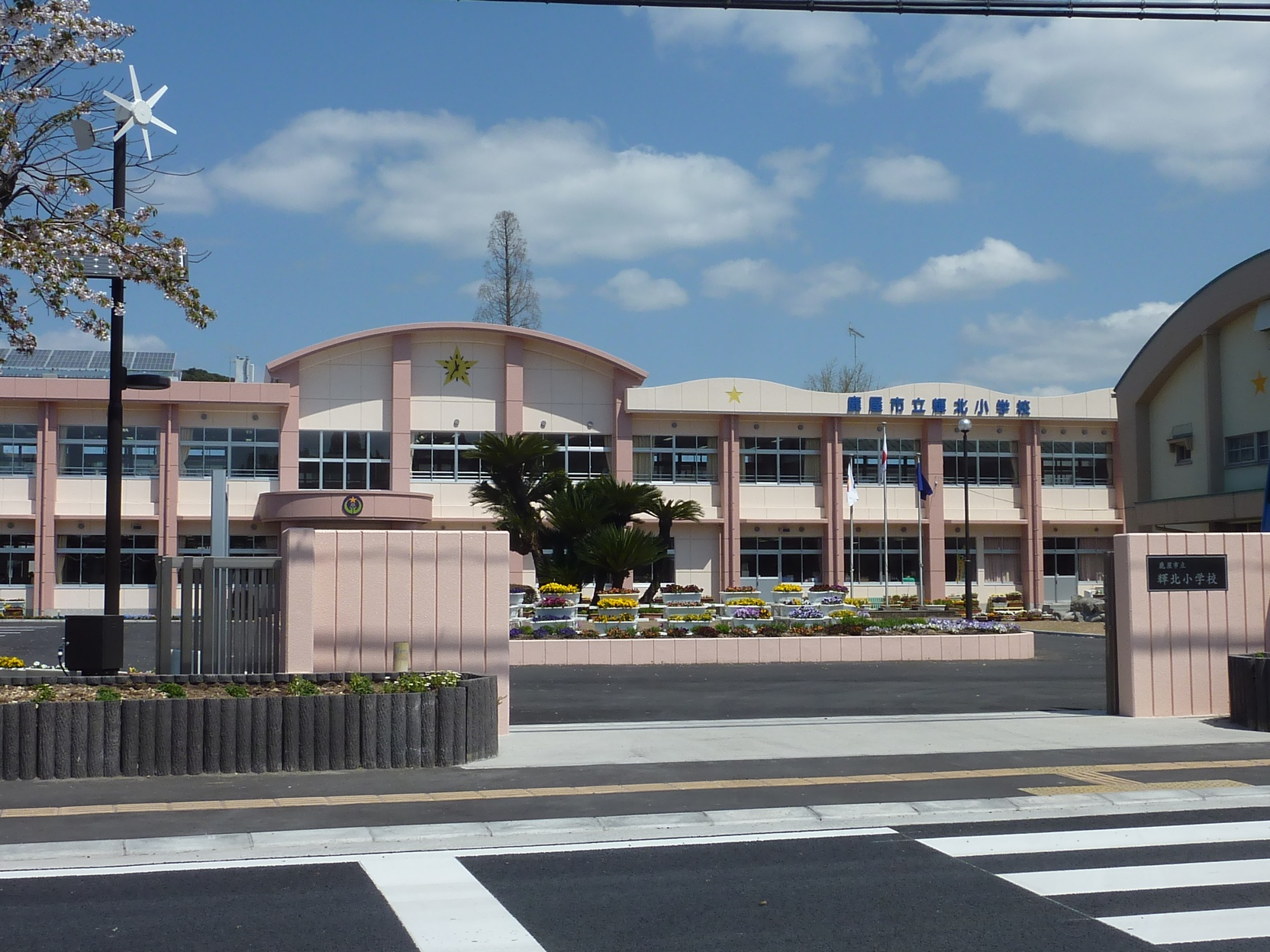
輝北小学校（旧百引小学校敷地に新築）
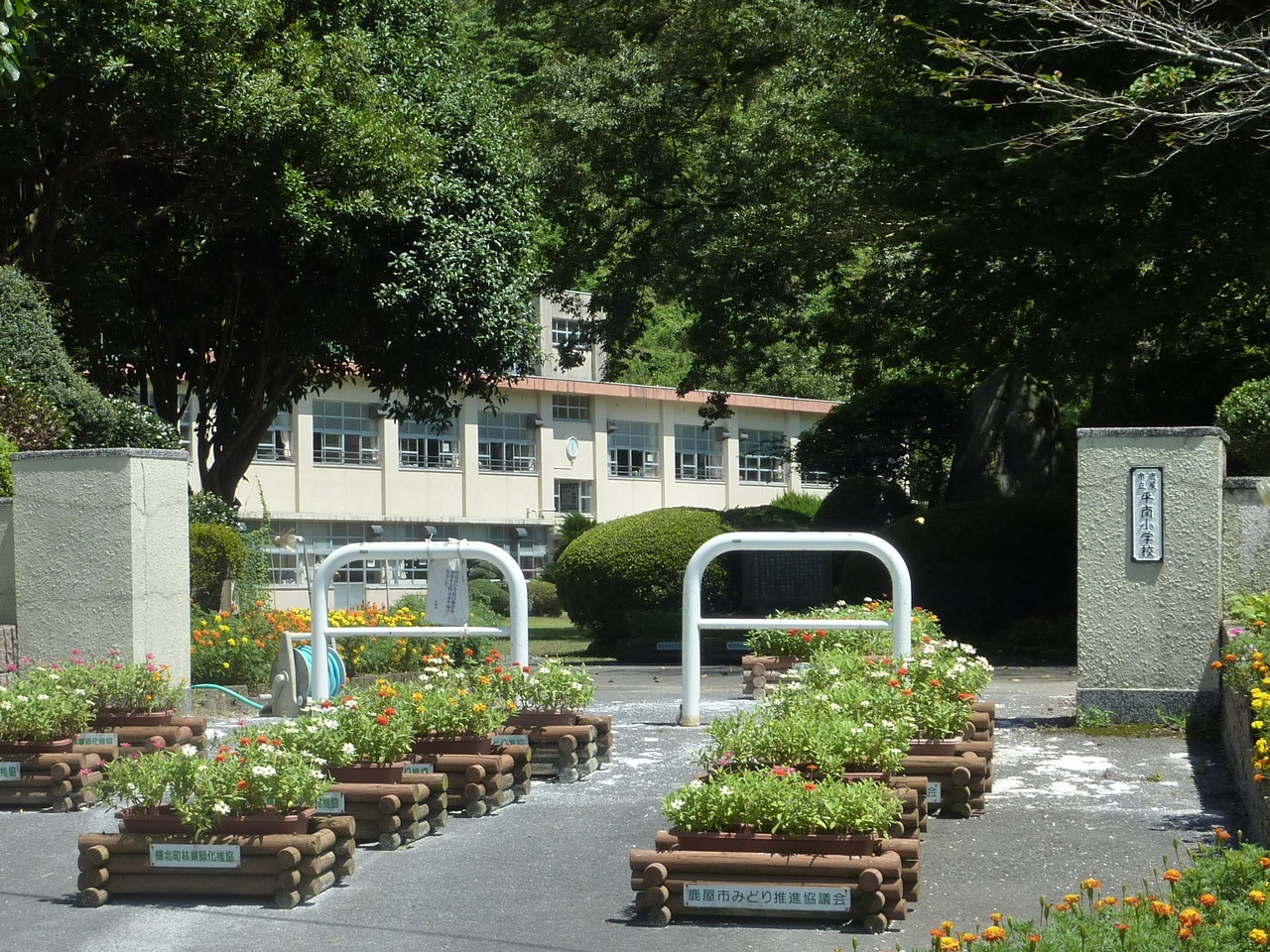
平南小学校
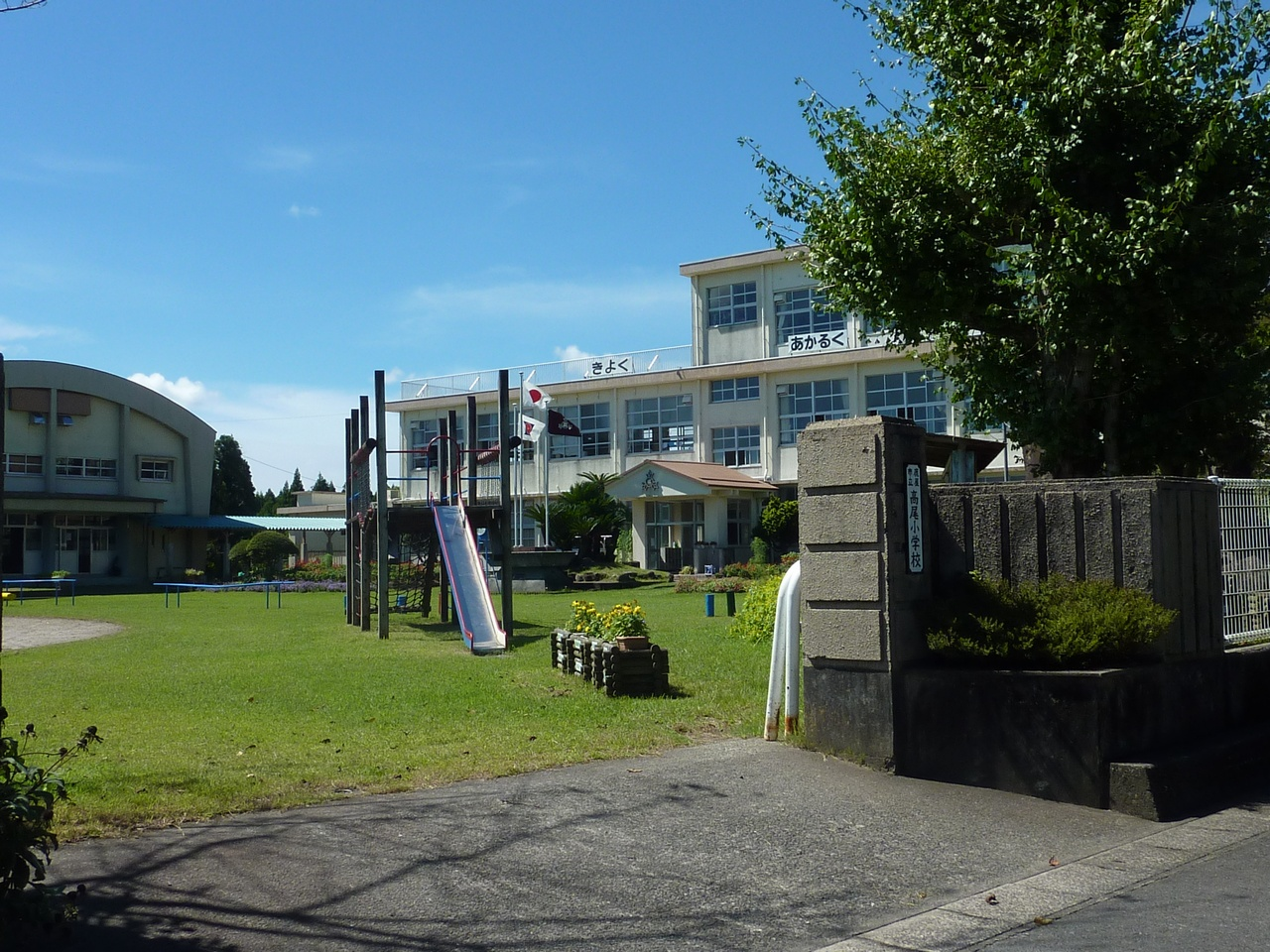
高尾小学校
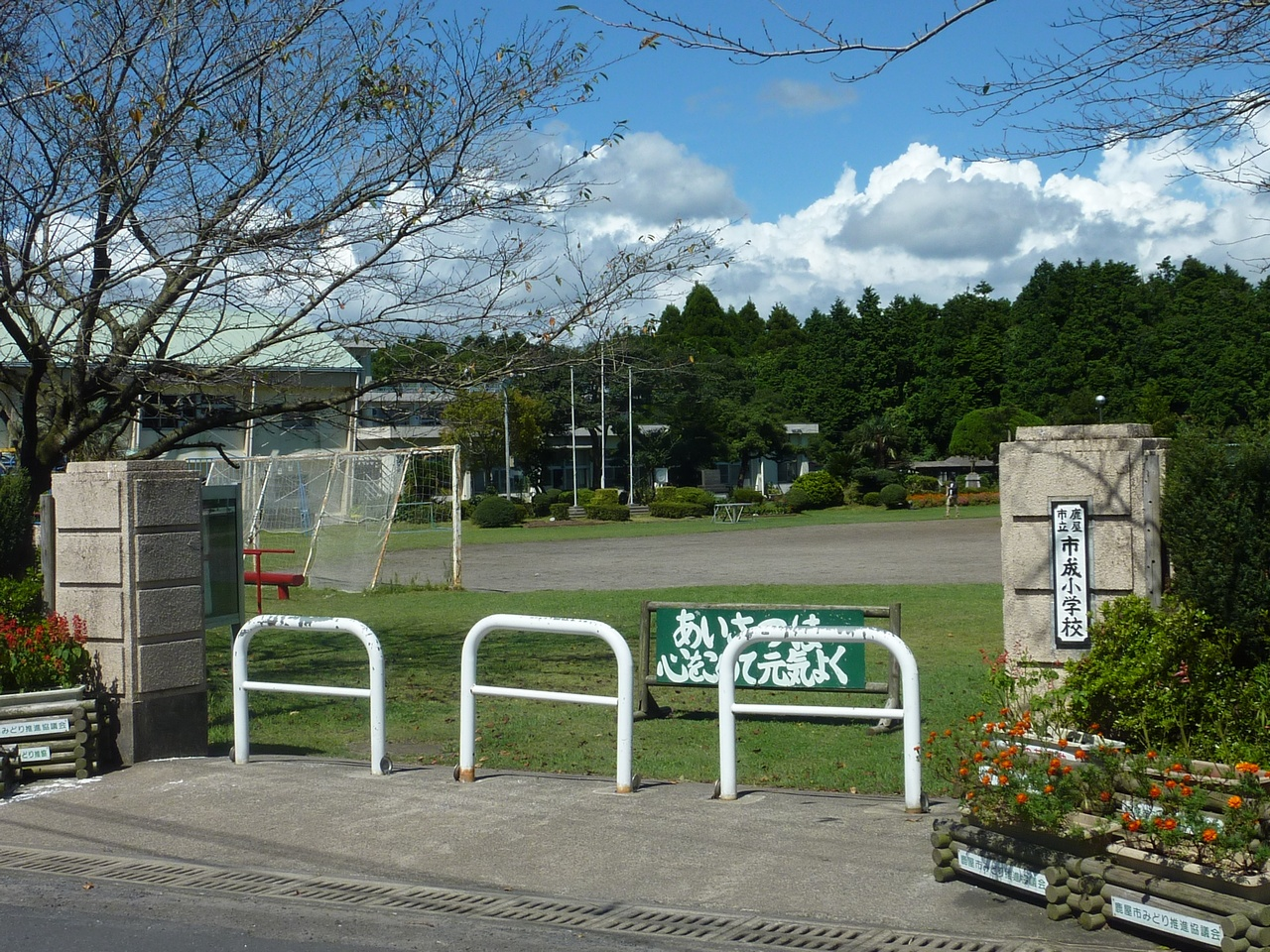
市成小学校

## 交通

### 道路
一般国道の国道504号が縦断する。

## 観光
- 輝北うわば公園 - 16機ほどの風力発電の風車が設置してある。
- 輝北天球館

## その他
- 毎年5・6月ごろになると、町内の数箇所の川にて蛍が乱舞する。
- 1995年頃から人口が毎年100人単位で減っていた。
- 高齢者の割合が45％